# Stazione di Borgo Val di Taro
Stazione di Borgo Val di Taro vasútállomás Olaszországban, Borgo Val di Taro településen.

## Vasútvonalak
Az állomást az alábbi vasútvonalak érintik:
- Parma–La Spezia-vasútvonal

## Kapcsolódó állomások
A vasútállomáshoz az alábbi állomások vannak a legközelebb:
- Stazione di Pontremoli (Stazione di La Spezia Centrale, Parma–La Spezia-vasútvonal)
- Stazione di Ostia Parmense (Stazione di Parma, Parma–La Spezia-vasútvonal)